# (36158) 1999 RL216
1999 RL216 (asteroide 36158) é um asteroide da cintura principal. Possui uma excentricidade de 0.13037680 e uma inclinação de 10.65983º.
Este asteroide foi descoberto no dia 8 de setembro de 1999 por LINEAR em Socorro.